# Hiroyuki Imaishi
Hiroyuki Imaishi (今石洋之 Imaishi Hiroyuki?, nacido el 4 de octubre de 1971 en Tokio) es un animador y director de anime japonés. Desde 2011 es el director del estudio Trigger. Su estilo se basa en la rapidez y en sucesiones de muchos y variados movimientos para dar un mayor toque de acción a sus creaciones y para hacerlas más reales e impresionantes, inspirado en el estilo de Yoshinori Kanada.

## Carrera
Tras licenciarse en el Departamento de Bellas Artes por la Universidad de Arte de Tama de Setagaya, Tokio, Imaishi se unió al estudio de animación Gainax como animador en 1995 y trabajó en Neon Genesis Evangelion. Algunos de sus primeros trabajos incluyen la dirección de animación, storyboards y animación principal del episodio 5 de FLCL, Diebuster, Oval X Over, y la animación del ending de Paradise Kiss. Imaishi es también conocido por sus escenas "manga" en Kare Kano y FLCL.  En 2004 dirigió Dead Leaves, una película de anime producida por el estudio de animación Production I.G, y el primer episodio de Re: Cutie Honey.

### Director
Su debut como director de anime televisivo fue en Tengen Toppa Gurren Lagann (2007). El anime recibió el Premio Excellence en el Japan Media Arts Festival de 2007, y el propio Imaishi recibió un premio individual en el Festival de Animation Kobe. En 2008, el anime recibió los premios de "mejor producción de televisión" y "mejor diseño de personajes" del Tokyo International Anime Fair. Su último trabajo como director en Gainax fue , en 2010, el anime Panty & Stocking with Garterbelt. En 2011, Imaishi dejó Gainax para formar un nuevo estudio, Trigger, junto con Masahiko Ohtsuka y otros. Su primer trabajo animado en Trigger fue Kill la Kill.

## Trabajos

### 1996
- Neon Genesis Evangelion (Dibujó la animación de los episodios 25, 26)
- SlayersNEXT (Realizó dibujos para los capítulos 22, 26)
- VS Knight Lamune & 40 Fire (Realizó dibujos para el capítulo 23)

### 1997
- Mach GoGoGo (Realizó dibujos para el primer y segundo opening y para los capítulos 4, 34)
- The King of Braves GaoGaiGar (Realizó dibujos para los capítulos 28, 30)
- Slayers TRY  (Realizó dibujos para los capítulos 1, 6 y 14)
- Battle Athletes Victory  (Realizó dibujos para los capítulos 9, 23)
- Virus Buster Serge (Realizó dibujos para los capítulos 1, 4, 11)
- Kodocha (Realizó dibujos para los capítulos 54, 75)
- Lupin III Especial Televisivo (Realizó dibujos)
- Neon Genesis Evangelion, versión cinematográfica The End of Evangelion (episodios 25 y 26)
- Kare kano
  - Realizó el guion del capítulo 19
  - Realizó dibujos a carboncillo para los episodios 1(Colaboró),3, y 19)
  - Dirigió y supervizó los dibujos de los capítulos 3, 10, 11, 19
  - Realizó dibujos para los capítulos 3, 25, 26
  - Dibujó el tomo primero del manga
- Weiß Kreuz (Realizó dibujos para segundo opening)
- Generator Gawl (Realizó dibujos para los capítulos 1, 2)
- Neon Genesis Evangelion, formato vídeo (ep. 23)
- Lupin III TOKYO CRISIS (Dibujo)
- Darkstalkers La Serie (Realizó dibujos para el capítulo 4)
- Shin Getter Robo Realizó los dibujos de Shin Getter Robo de la serie Getter Robo en el capítulo 2

### 1999
- Microman TVAnime
- Medabots
- Dai-Guard
- Wild Arms: Twilight Venom

### 2000
- FLCL
- Magical Doremi (Realizó dibujos del Opening)
- Gensō Suikogaiden (Realizó dibujos del Opening)

### 2001
- Mo-tto! Magical Doremi
- PaRappa the Rapper
- Lupin III
- Shaman King
- Mahoromatic
- Hellsing (Realizó dibujos del opening)
- Captain Kuppa
- Juego de PS2 Wild Arms 3 (Realizó dibujos del opening)

### 2002
- Abenobashi Mahō☆Shōtengai
- TRAVA First★Planet
- Anime Tenchō

### 2003
- Petite Princess Yucie
- Gad Guard
- Juego de PS2 Tales of Symphonia
- Lupin III
- Cromartie High School
- Fullmetal Alchemist (Realizó dibujos del episodio 22)
- Poporo kuroisu Anime

### 2004
- Dead Leaves (debut como director)
- Jubei-chan La chica ninja
- Cutie Honey
- Kono Minikuku mo Utsukushii Sekai Este feo y bello mundo
- Samurai Champloo (Realizó los dibujos del Opening, del ending y del capítulo 7)
- Gunbuster 2

### 2005
- One Piece La película: El hombre de Omatsuri y la isla secreta
- OVAL×OVER (Dirección)
- Kore ga Watashi no Goshūjin-sama o He is My Master
- Absolute Boy
- Paradise Kiss
- Black Cat
- Juego de PS2 Namco × Capcom (Dirección del opening)
- Juego de PS2 Musashi: Samurai Legend

### 2006
- El Gladiador (robot) (Realizó dibujos para los capítulos 1 y 13)

### 2007
- Tengen Toppa Gurren-Lagann (Director)
- Hayate no Gotoku! Dibujos del capítulo 39

### 2008
- Sayonara Zetsubō Sensei  (Storyboard [ep 9])
- Rosario + Vampire (Animación [ep 10])
- Gundam 00 (Animación [ep 25])
- Yatterman (Animación [eps 12, 54)
- Tengen Toppa Gurren-Lagann -Childhood's End- (Director, Director de animación (Mecha))
- Shikabane Hime (Animación [OP, ep 5])

### 2009
- Tengen Toppa Gurren-Lagann -The Lights in the Sky are Stars- (Director, Director de animación (Mecha))
- Evangelion: 2.0 You Can (Not) Advance (Animación)
- Tadaima Okaeri (Animación principal)
- Professor Layton and the Eternal Diva (Storyboard)

### 2010
- Panty & Stocking with Garterbelt (Director)
- REDLINE (Animación)

### 2011
- Bibliotheca Mystica de Dantalian (Storyboard [ep 6])
- Kamisama Dolls (Animación [ep 13])
- The Idolmaster (Storyboard [ep 15])

### 2013
- Kill la Kill (dirección)

### 2014
- Inou Battle wa Nichijou-kei no Naka de

### 2016
- Uchū Patrol Luluco

### 2017
- OK K.O.! Let's Be Heroes

### 2019
- Promare (Director)

### 2021
- Star Wars: Visions (Ep 3, Director)

### 2022
- Cyberpunk: Edgerunners (Director)